# Jonas Wagenius
Jonas Wagenius, var en svensk kyrkomålare, verksam i slutet av 1700-talet.
Wagenius var sannolikt far eller bror till kyrkomålaren Per Wagenius. Han härstammade från trakterna kring Valne i Alsens socken i Jämtland som vid mitten och slutet av 1800-talet var en betydande kyrkomålarskola. Efter att han arbetat tillsammans med andra målare i Valne och lärt sig yrket flyttade han till Sundsvall där han fick burskap 1784. Han har arbetat i ett stort antal kyrkor i Medelpad och utfört altaruppsatser till kyrkorna i Njurunda, Tynderö, Borgsjö och Tuna. Tillsammans med Pehr Westman målade han altartavlans inramning i Anundsjö kyrka i Ångermanland. Han har även utfört dekorationsmålningar i Lockne och Offerdals kyrkor.